# Dmitri Kuznetsov (futbolista)
Dmitri Víktorovich Kuznetsov (en ruso: Дмитрий Викторович Кузнецов; n. Moscú, Unión Soviética, 28 de agosto de 1965) es un entrenador y exfutbolista ruso. Es actualmente el segundo entrenador del FC Rubin Kazán.

## Trayectoria
Fue a la escuela de fútbol del FC FShM Torpedo de Moscú entre 1982 y 1983, temporada en la que marcó un gol. Durante su carrera jugó en el CSKA Moscú (1984-1991, 1992 y 1997-1998), RCD Español (1991-1992 y 1992-1995), UE Lleida (1995), Deportivo Alavés (1995-1997), en el CA Osasuna (1997), en el PFC Arsenal Tula (1998), en el FC Lokomotiv Nizhny Novgorod (1999), en el FC Sokol Saratov (2000-2001) en el FC Torpedo de Moscú (2002) y por último en el FC Volgar Astrakhan (2002). Desde 2004 es entrenador de clubes de fútbol: del FC Norilsky Nikel Norilsk (en 2004), del FC LUKoil Chelyabinsk (en 2005), del FC Nizhny Novgorod (entre 2007 y 2008) y del FC Rubin Kazán.

### Internacionalidad
Fue 28 veces internacional marcando dos goles, de 1990 a 1994 con las selecciones de la Unión Soviética (1990-1991), la CEI (1992) y Rusia (1994). Disputó la Eurocopa de fútbol de 1992 y la Copa Mundial de Fútbol de 1994. Formó parte del equipo que ganó la Copa de Leyendas del 2009.